# Super Hams Band
『スーパーハムスバンド』（슈퍼햄스밴드, Super Hams Band）は, 韓国のアニメーション作品である。7歳以上を対象とした子供向けコメディである。
2009年9月から韓国文化放送 (MBC) 地上波で放送。
HDTV (1280 × 720) 16:9制作。1話11分15秒で全52話（1話23分で全26話とも）。制作会社Durufixは全3期156話を構想しているという。

## あらすじ
女子中学生シン・ユナは同じ学校の5人でガールズバンドを始める。
その一方、バンドメンバーらは宇宙人の力でハムスターに変身できるようになり、悪の宇宙人と戦うことになる。

## 登場人物
シン・ユナ（신유나 / Sin Yuna） / レッド・ユナ
主人公。仲間を集めてバンドを結成する。ヴォーカル担当。
キム・マリー（김마리 / Kim Marry） / イエロー・マリー
太りぎみで食欲旺盛な少女。ドラムス担当。
イ・ハリー（이해리 / Lee Harry） / グリーン・ハリー
大金持ちのお嬢様。ギター担当。
ユ・ジェニー（유제니 / Yu Jenny） / パープル・ジェニー
ステージ恐怖症の眼鏡少女。キーボード担当。
パク・ミナ（박미나 / Park Mina） / ブルー・ミナ
変わった宗教を信じている不思議少女。ベース担当。
メロロ（메로로）
地球を護るためにやってきた宇宙人の王女。
エロロ（에로로）
地球侵略をもくろむ宇宙人。

## スタッフ
- 原作: チェ・ジョギン（최정인）
- 脚本: チェ・ジョギン、キム・ソヨン（김소영）、イ・ヨンウォン（이영원）
- プロデューサー: イ・ヨンウォン（이영원）
- 監督: イ・ヨンウォン
- 演出: チョ・ヨンデ（조영대）
- 出演: イ・ソンジュ（이선주）、イ・ヨンシン（이용신）、キム・ウナ（김은아）、ムン・ナムスク（문남숙）他
- 制作: Durufix（두루픽스）

## 主題歌
- 「Go Happiness our story」 歌: イ・ヨンシン（이용신）、作曲: ソル・ギテ（설기태）、作詞: イ・ヨンシン & ソル・ギテ